# كفرتوثا
كَفَرْتُوثا، هي قرية كبيرة تاريخيَّة من أعمال الجزيرة الفراتية. تبعد كفرتوثا خمسة فراسخ عن دارا، وموقعها بين دارا ورأس عين. يشتهر عنها أنها كانت موطنًا لبعض الشخصيات البارزة في مجال العلم.

### فهرس المنشورات
1. ↑  الحموي (1977)، ج. 4، ص. 468.

### معلومات المنشورات كاملة
الكتب مرتبة حسب تاريخ النشر
- ياقوت الحموي (1977)، معجم البلدان (ط. 1)، بيروت: دار صادر، OCLC:1014032934، QID:Q114913343